# Phronia insularis
Phronia insularis är en tvåvingeart som beskrevs av Landrock 1927. Phronia insularis ingår i släktet Phronia och familjen svampmyggor.
Artens utbredningsområde är Kanarieöarna. Inga underarter finns listade i Catalogue of Life.